# Le Meurtre de Roger Ackroyd (téléfilm)
Pour le roman, voir Le Meurtre de Roger Ackroyd.
Le Meurtre de Roger Ackroyd (The Murder of Roger Ackroyd) est un téléfilm britannique de la série télévisée Hercule Poirot, réalisé par Andrew Grieve, sur un scénario de Clive Exton, d'après le roman Le Meurtre de Roger Ackroyd, d'Agatha Christie.
Ce téléfilm, qui constitue le 46e épisode de la série, a été diffusé pour la première fois le 2 janvier 2000 sur le réseau d'ITV.

## Synopsis
Pour Hercule Poirot, l'heure de la retraite a sonné. Il s'installe à Kings Abott, petit village pittoresque, pour y goûter aux joies d'une existence paisible avec le jardin comme nouvelle passion. Hélas, son voisin, Roger Ackroyd, qu'il connaît depuis longtemps, vient de mourir d'une façon bien mystérieuse qui laisse perplexe le célèbre détective belge. Avec l'aide de l'inspecteur-chef Japp, qu'il n'a pas revu depuis longtemps, Poirot reprend du service.

## Fiche technique
- Titre français : Le Meurtre de Roger Ackroyd
- Titre original : The Murder of Roger Ackroyd
- Réalisation : Andrew Grieve
- Scénario : Clive Exton, d'après le roman Le Meurtre de Roger Ackroyd (The Murder of Roger Ackroyd) (1926) d'Agatha Christie
- Direction artistique : Katie Buckley
- Décors : Rob Harris
- Costumes : Charlotte Holdich
- Photographie : Chris O'Dell
- Montage : Frank Webb
- Musique originale : Christopher Gunning
- Casting : Anne Henderson
- Production : Brian Eastman
  - Production associée : Peter Hider
  - Production exécutive : Delia Fine
- Sociétés de production : Carnival Films, A&E Television Networks, Agatha Christie Ltd.
- Durée : 100 minutes
- Pays d'origine :  Royaume-Uni
- Langue originale : Anglais
- Genre : Policier
- Ordre dans la série : 46e - (1er épisode de la saison 7)
- Première diffusion :
  -  Royaume-Uni : 2 janvier 2000

## Distribution
- David Suchet (VF : Roger Carel) : Hercule Poirot
- Philip Jackson (VF : Claude d'Yd) : Inspecteur-chef James Japp
- Oliver Ford Davies (VF : Philippe Dumat) : Dr James Sheppard
- Malcolm Terris (VF : Jean-Claude Sachot) : Roger Ackroyd
- Selina Cadell (VF : Claude Chantal) : Caroline Sheppard
- Daisy Beaumont (VF : Marie-Christine Robert): Ursula Bourne
- Flora Montgomery (VF : Natacha Muller) : Flora Ackroyd
- Nigel Cooke (VF : Jean Roche) : Geoffrey Raymond
- Jamie Bamber : Ralph Paton
- Roger Frost (VF : Philippe Mareuil) : Parker (le majordome des Ackroyd)
- Vivien Heilbron : Mrs Vera Ackroyd
- Gregor Truter (VF : Jean-Luc Kayser) : l'inspecteur Davis
- Rosalind Bailey : Mrs Ferrars
- Liz Kettle : Mrs Folliott
- Charles Simon (VF : Jean Berger) : Hammond (l'avocat de Roger Ackroyd)
- Charles Early : l'agent de police Jones
- Graham Chinn : le patron de l'auberge
- Clive Brunt : l'officier de la marine
- Alice Hart : Mary (la femme de chambre de Mrs Ferrars)
- Philip Wrigley : le facteur
- Phil Atkinson : Ted